# زمین‌لرزه ۱۹۴۵ میکاوا
زمین‌لرزه میکاوا  در تاریخ ۱۲ ژانویه ۱۹۴۵ میلادی، برابر با ‎۲۲ دی ۱۳۲۳، ساعت ۱۸:۳۸:۲۶ به زمان یوتی‌سی در ژاپن ، منطقه میکاوا رخ داد. بزرگی آن ۶٫۸ در مقیاس Ms اعلام شده‌است. زمین‌لرزه به وقت محلی در روز شنبه، ساعت ۳ روی داده و منطقه زمانی آن یوتی‌سی +۹ بوده‌است .
سازمان زمین‌شناسی آمریکا نیز جای این زمین‌لرزه را در مختصات ۳۴°۴۲′شمالی ۱۳۷°۱۲′شرقی / ۳۴٫۷°شمالی ۱۳۷٫۲°شرقی و بزرگی آنرا برابر با ۷٫۱ در مقیاس ریشتر اعلام کرده‌است. 
شمار کشتگان زلزله حدود ۲۳۰۶ نفر بوده‌است. همچنین تعداد زخمیان ۳۸۶۶ نفر برآورده شده‌است. سونامی نیز در این زلزله گزارش شده‌است.